# Мери Глакин
Мери Глакин (енгл. Mary Glackin) је америчка научница и председница Америчког метеоролошког друштва 2020.

## Биографија
Дипломирала је информатику са концентрацијом атмосферских наука на Универзитету Мериленд 1984. године. Била је потпредседница The Weather Company у компанији IBM. Повукла се из Националне администрације за океане и атмосферу 2012. године као заменица подсекретара за операције, након што је тридесет и четири године радила на различитим функцијама у Националној метеоролошкој служби Америке и Програму за истраживање глобалних промена Сједињених Држава. Члан је АМС-а и добитник је награде Чарлс Френклин за изузетну услугу друштву 2004. Два пута је добила награду Presidential Rank и сребрну и бронзану медаљу Министарства трговине. Сарадник је Националне академије за јавну управу.